# Gandasoli (Kramatmulya)
Gandasoli is een bestuurslaag in het regentschap Kuningan van de provincie West-Java, Indonesië. Gandasoli telt 3775 inwoners (volkstelling 2010).